# ブース (芸能事務所)
株式会社ブース（BOOZE INC.）は、東京都目黒区に本社を置く日本のモデルエージェンシー。ホリプログループ。

## 会社概要
ショー、TVCF、雑誌、スチール等のハイファッション系の仕事をメインとして、主に10代から40代の女性のマネイジメントしている。
近年はモデルとしての活動だけではなく、演技レッスンなどを通して、個性に応じた様々な可能性を見出す意向である。

## 主な所属モデル
- 中島はるみ
- 新倉恵子
- マサエ
- 岡戸麻里子
- 高好ヨリ
- 藤木美保
- まゆみ
- 野口秋乃
- 白石麻樹
- IZUMI
- 西山由
- Yun
- 彦坂桜
- 由樹
- 西真理子
- Kon
- Karin
- 松浦みなみ
- 蔵歩実
- 長嶺花菜
- 源崎トモエ
- 長沢美月
- 山本まさみ
- 海野ナル
- チェルシーリナ
- 黒田瑞貴
- 菖蒲理乃
- 岡山友里愛
- 橘遥菜
- ちはる